# Hesperaloe chiangii
Hesperaloe chiangii là một loài thực vật có hoa trong họ Măng tây. Loài này được (G.D.Starr) B.L.Turner mô tả khoa học đầu tiên năm 2002.

## Hình ảnh

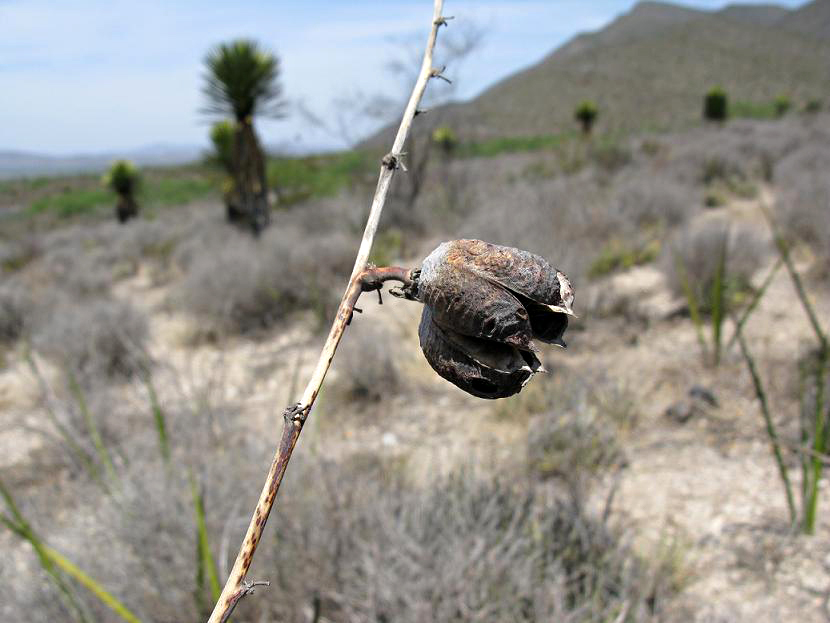
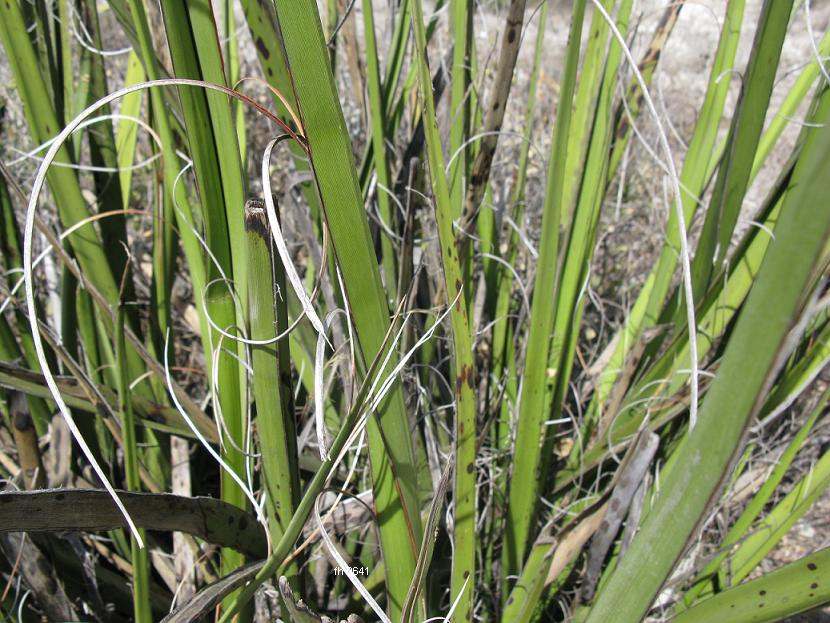
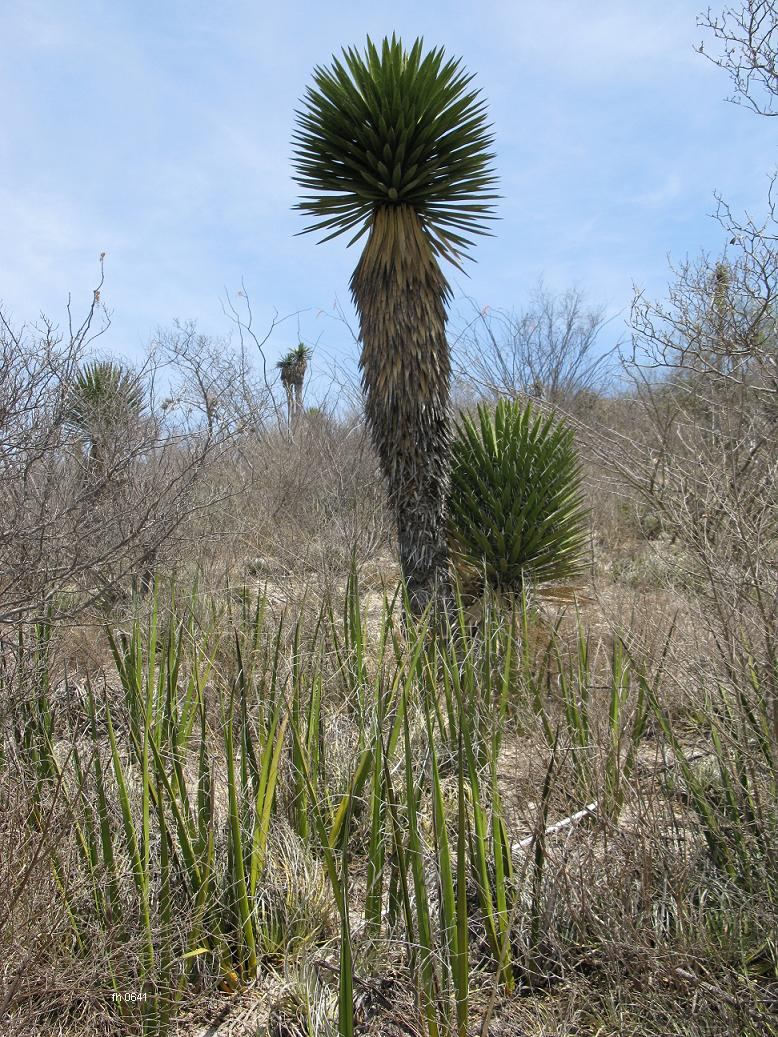